# Kỳ Văn
Kỳ Văn là một xã thuộc huyện Kỳ Anh, tỉnh Hà Tĩnh, Việt Nam.

## Địa giới hành chính
Xã Kỳ Văn nằm ở phía tây của huyện Kỳ Anh.
- Phía bắc giáp các xã Kỳ Trung và Kỳ Thọ.
- Phía đông giáp các xã Kỳ Thư và Kỳ Tân.
- Phía nam giáp xã Kỳ Tân.
- Phía tây giáp xã Kỳ Tây.

## Hành chính
Năm 2004, 1.186,20 ha diện tích tự nhiên và 2.095 người của xã Kỳ Văn được tách ra cùng với một phần diện tích và dân số các xã Kỳ Phong, Kỳ Giang, Kỳ Tây và Kỳ Tiến để thành lập xã Kỳ Trung.

## Giao thông
- Xã Kỳ Văn có Quốc lộ 1 chạy qua.